# Lycée Umoja d'Uvira
Le Lycée Umoja d'Uvira est un établissement d'études secondaires (humanités) de la province du Sud-Kivu en république démocratique du Congo, basé à Uvira.
Cet établissement est une école conventionnée catholique et est pour les filles seulement.